# Castillo de Aberdeen
El Castillo de Aberdeen (en inglés: Aberdeen Castle) era una fortificación de finales de la Edad Media, situada en Aberdeen, Escocia, Reino Unido. Se encontraba sobre Castle Hill ("La colina del castillo"), lugar que hoy se conoce como el Castlegate y en el que se encuentra un bloque de apartamentos.

## Historia
El 14 de abril de 1296, el rey de Inglaterra, Eduardo I, llegó a Aberdeen y residió en el castillo durante su viaje por la costa oriental de  Escocia tras haber derrotado a los escoceses.
Sin embargo, al año siguiente, en 1297 y tras haber derrotado a los ingleses en el castillo de Dunottar, William Wallace marchó con sus hombres a Aberdeen durante su campaña para reconquistar de nuevo para los escoceses la costa este.
Estos encontraron que los ingleses se habían preparado rápidamente para abandonar la ciudad en una flota de un centenar de embarcaciones. La rápida llegada de Wallace desde Dunottar cogió a los ingleses por sorpresa y a sus embarcaciones varadas por la marea baja, siendo atacados en el puerto; las tripulaciones y los soldados fueron masacrados, la carga tomada y los barcos incendiados.
A cargo del castillo se había quedado el sheriff de Aberdeen, sir Henry de Lazom, pero durante el caos del ataque desertó, cediendo el castillo a nombre del rey de Escocia, Juan de Balliol.

## Destrucción
Se cree que las fortificaciones y el castillo fueron incendiados por el rey Roberto I de Escocia en junio de 1308, durante las Guerras de independencia de Escocia inmediatamente después de que éste atacara las posesiones del conde de Buchan. Roberto I y sus hombres sitiaron el castillo antes de masacrar la guarnición inglesa para impedir que pasara a manos de las tropas inglesas de Eduardo II de Inglaterra. Se dice que los escoceses no mostraron clemencia, "mataron a todos los hombres que cayeron en sus manos. Es más, Eduardo I de Inglaterra ya había dado el ejemplo de matar presioneros y no se esperaba que el otro bando los tratara de otra manera". El 10 de julio de 1308, las embarcaciones inglesas dejaron Hartlepool para ayudar a la guarnición inglesa. Sin embargo, en agosto de 1308, Gilbert Pecche y las últimas tropas se vieron obligados a abandonar la ciudad. Tras la destrucción del castillo de Aberdeen, Roberto I marchó con sus hombres para tomar el castillo de Forfar.
La leyenda dice que el lema de ciudad, Bon Accord, viene de la contraseña usada para el inicio del asalto final de Roberto I y la destrucción del castillo.